# 2023 en Tunisie
Chronologie de la Tunisie
- 2019
- 2020
- 2021
- 2022
- 2023
- 2024
- 2025
- 2026
- 2027

Cet article présente les faits marquants de l'année 2023 en Tunisie.

## Événements
- 29 janvier : second tour des Élections législatives.
- 9 mai : fusillade survenue à la synagogue de la Ghriba de cette île, en Tunisie. Le tireur, un ancien garde d'un centre naval, abat un collègue et saisit ses munitions avant de se diriger vers la synagogue. Il y tue deux visiteurs, deux policiers et en blesse neuf autres. Il est tué par des agents de sécurité lors d'une fusillade[1]. Aucun motif n'a été identifié pour l'attaque.
- 15 mai : ayant, dans une déclaration, qualifié les policiers de tyrans, Rached Ghannouchi, chef d'Ennahdha, est condamné à un an de prison pour « apologie du terrorisme »[2].

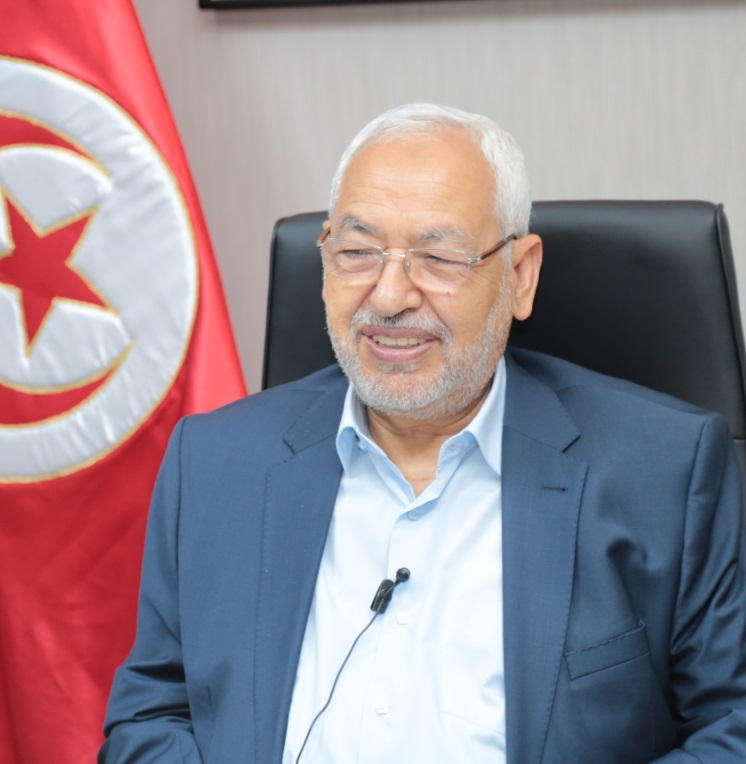
Rached Ghannouchi en 2017.

- 24 décembre : prémier tour des élections locales tunisiennes de 2023-2024. Ces élections ont lieu le 24 décembre 2023 et le 4 février 2024 afin d'élire les représentants des conseils locaux et régionaux (représentant plusieurs conseils locaux), qui constitueront les conseils régionaux, les conseils des districts puis le Conseil national des régions et des districts.

## Sports
- Jeux africains de plage de 2023

### Aviron
- Championnats d'Afrique d'aviron 2023

### Basket-ball
- Championnat d'Afrique féminin de basket-ball des moins de 16 ans 2023
- Championnat d'Afrique masculin de basket-ball des moins de 16 ans 2023
- Coupe de la Fédération masculine de basket-ball 2023
- Super Coupe de Tunisie de basket-ball 2023
- Championnat de Tunisie masculin de basket-ball 2022-2023
- Championnat de Tunisie masculin de basket-ball 2023-2024
- Coupe de Tunisie masculine de basket-ball 2022-2023
- Coupe de Tunisie masculine de basket-ball 2023-2024

### Football
- Tournoi féminin des moins de 20 ans de l'Union nord-africaine de football 2023
- Championnat de Tunisie de football 2022-2023
- Championnat de Tunisie de football 2023-2024
- Coupe de Tunisie de football 2022-2023
- Coupe de Tunisie de football 2023-2024
- Championnat de Tunisie de football de deuxième division 2022-2023
- Championnat de Tunisie de football de deuxième division 2023-2024
- Saison 2022-2023 du Club africain
- Saison 2023-2024 du Club africain

### Haltérophilie
- Championnats d'Afrique d'haltérophilie 2023

### Handball
- Championnat de Tunisie masculin de handball 2022-2023
- Championnat de Tunisie masculin de handball 2023-2024
- Coupe de Tunisie masculine de handball 2022-2023

### Lutte
- Championnats d'Afrique de lutte 2023

### Tennis
- Tournoi de tennis de Tunisie (WTA 2023)

### Tennis de table
- Championnats d'Afrique de tennis de table 2023

### Tir à l'arc
- Championnats d'Afrique de tir à l'arc 2023

## Culture

### Cinéma
- Les Filles d'Olfa, film documentaire franco-tuniso-germano-saoudien réalisé par Kaouther Ben Hania, sorti en 2023.
- Par-delà les montagnes, film dramatique français, tunisien, belge, saoudien et qatari réalisée par Mohamed Ben Attia et sorti en 2023[3],[4].

### Littérature
- 6 mai : le Comar d'or est attribué à :
  - ouvrage en langue arabe : جبل الجلود (soit Djebel Jelloud) de Taoufik Aloui  ;
  - ouvrage en langue française :  Siqal, l'antre de l'ogresse de Mohamed Harmel .

## Décès

### Janvier
- 6 janvier : Slaheddine Cherif, homme politique.
- 24 janvier : Mounir Jelili, handballeur.

### Février
- 6 février : Abdellatif Ben Ammar, réalisateur.
- 26 février : Béchir Ben Slama, écrivain et homme politique.